# Lanceoppia bertheti
Lanceoppia bertheti är en kvalsterart som beskrevs av Hammer 1968. Lanceoppia bertheti ingår i släktet Lanceoppia och familjen Oppiidae. Inga underarter finns listade i Catalogue of Life.